# Alphesiboca melichari
Alphesiboca melichari är en insektsart som beskrevs av Schmidt 1932. Alphesiboca melichari ingår i släktet Alphesiboca och familjen Tropiduchidae. Inga underarter finns listade i Catalogue of Life.